# NGC 368
NGC 368 je galaksija u zviježđu Feniks.

## Vanjske poveznice
- SEDS: NGC 368